# TSG Leihgestern
Die Turn- und Sportgemeinde 1893 Leihgestern e.V. ist ein deutscher Sportverein mit Sitz im Stadtteil Leihgestern der hessischen Stadt Linden im Landkreis Gießen. Der Verein ist durch seine Fußball-Mannschaft als auch besonders für die Frauen-Handball Mannschaft bekannt, welche in der Saison 2003/04 in der 2. Bundesliga spielte. Die älteste und zahlenmäßig größte Abteilung ist "Turnen, Breitensport und Showtanz".

## Abteilungen

### Fußball

#### Herren
1973 stieg die TSG Leihgestern in die Gruppenliga Hessen, Staffel Mitte auf und platzierte sich dort mehrere Jahre in der Spitzengruppe. Bestes Ergebnis war die Vizemeisterschaft in der Spielzeit 1975/76, drei Punkte hinter Viktoria Sindlingen. Erst 1985 stieg man wieder aus der zweithöchsten hessischen Spielklasse wieder ab und spielte seither im Lokalfußball des Bezirks Gießen/Marburg.
1976 qualifizierte sich der Klub für den DFB-Pokal 1976/77. Dort traf der Verein in der 1. Runde am 8. August 1976 bei den Eisbachtaler Sportfreunden an; das Spiel endete dabei nach Verlängerung mit 1:1. Damit wurde ein Wiederholungsspiel nötig, welches die TSG am 1. September 1976 zuhause austrug, jedoch mit 0:2 verloren wurde.

#### Frauen
Eine Frauen-Mannschaft stieg zur Saison 2016/17 in den Spielbetrieb der 9er B-Liga Region Gießen/Marburg ein. Von dort aus wechselte das Team dann in die Oberliga Region Gießen/Marburg.

### Handball
Die Frauen-Mannschaft stieg zur Saison 2002/03 aus der Oberliga in die damals drittklassige Regionalliga Südwest auf und erreichte dort mit 47:7 Zählern sofort die Meisterschaft und damit den Aufstieg in die 2. Bundesliga. Mit 10:46 Punkten stieg die Mannschaft über den 14. Platz der Staffel Süd am Ende der Spielzeit 2003/04, jedoch sofort wieder ab. Bedingt durch den Aufstieg qualifizierte sich die TSG jedoch trotzdem für die erste Runde des DHB-Pokal. Dort unterlag man dann jedoch mit 25:21 bei der HSG Bannberscheid/Bad Ems. Zurück in der Regionalliga konnten sich die Handball-Frauen abschließend noch bis zur Saison 2006/07 in der Liga halten, an dessen Ende es mit 13:39 Punkten über der den 13. Platz in die Oberliga zurückging. Nachdem die Mannschaft zwischenzeitig in der Landesliga Mitte gespielt hatte, kehrte sie in die Oberliga zurück. 2023 gewann die TSG Leihgestern die Oberligameisterschaft und stieg in die 3. Liga auf.
- Hessischer Meister (Frauen) 2025
- Aufstieg in die 3. Liga (Frauen) 2025

### Weitere Abteilungen
Neben den Mannschaftsballsportarten bietet der Verein in den Abteilungen Tischtennis, Turnen, Laufen & Walken, Gesellschaftstanz, Sport und Gesundheit und Radsport verschiedene Sportarten an. Im Tischtennis nehmen drei Herren-Mannschaft am Spielbetrieb teil, dabei spielt die erste Mannschaft in der Bezirksklasse.